# Trequanda
Trequanda är en ort och kommun i provinsen Siena i regionen Toscana i Italien. Kommunen hade 1 228 invånare (2018).